# Jekelitrahelus alluaudi
Jekelitrahelus alluaudi es una especie de coleóptero de la familia Attelabidae.

## Distribución geográfica
Habita en Madagascar.